# Test de Bechdel

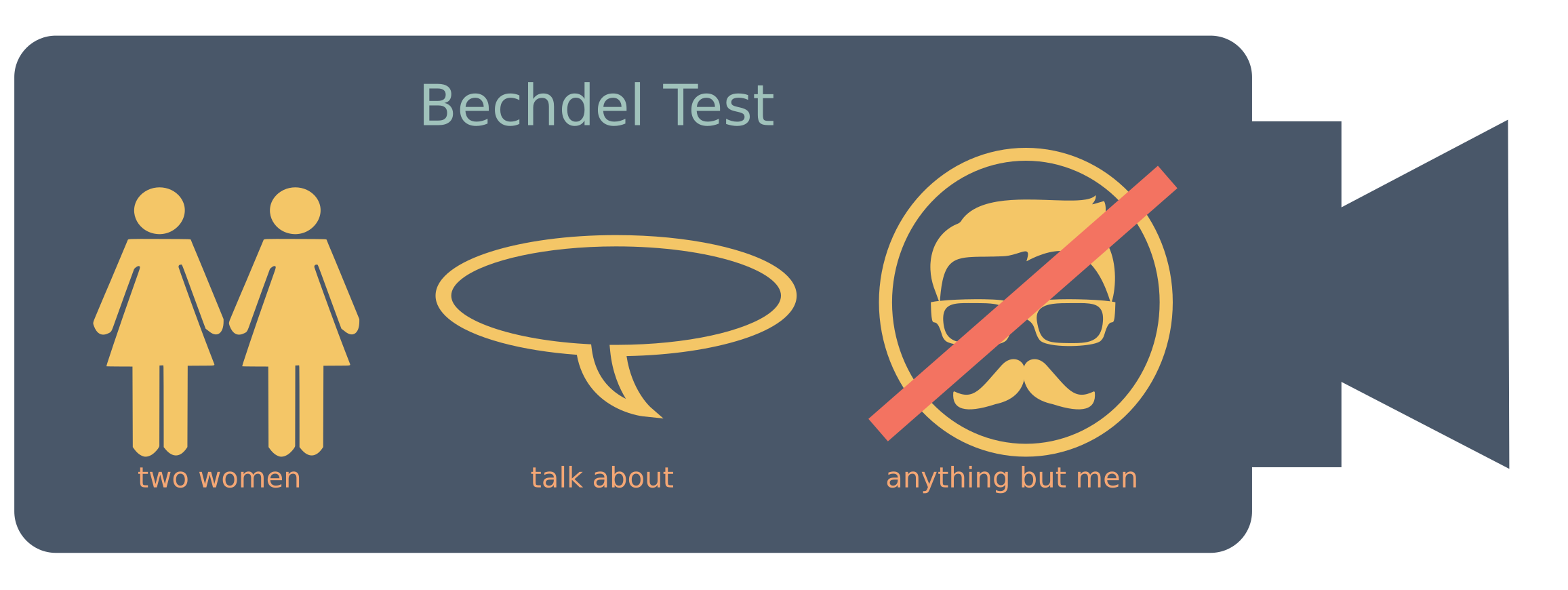
Un item du test de Bechdel : « deux femmes — parlent à propos — de tout sauf des hommes ».

Le test de Bechdel (/ˈbɛkdəl/), ou test de Bechdel-Wallace, vise à mettre en évidence la sur-représentation des protagonistes masculins ou la sous-représentation de personnages féminins dans une œuvre de fiction.

## Historique

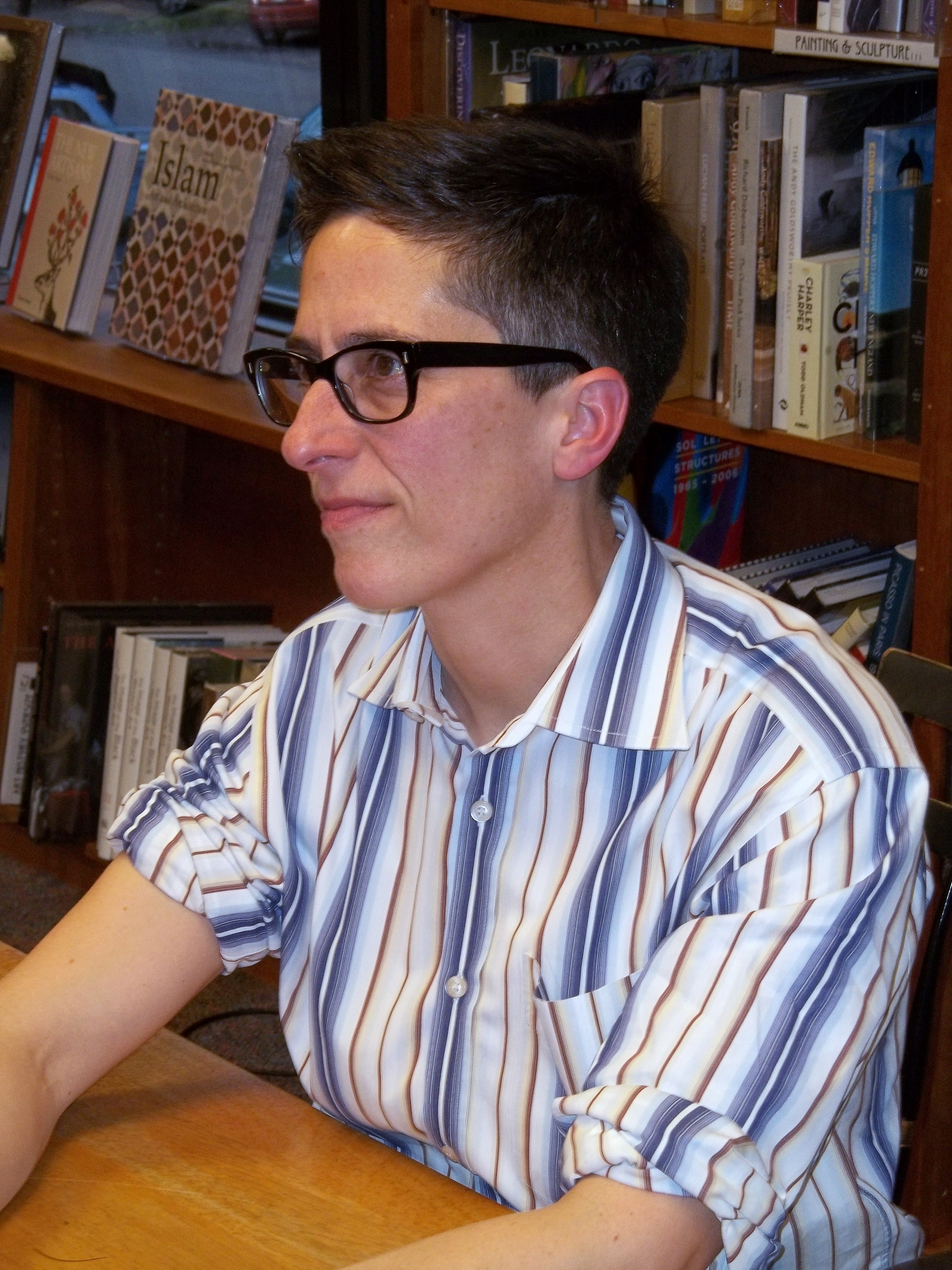
Le test est nommé en référence à la dessinatrice de BD américaine Alison Bechdel.

Le nom du test fait référence à une bande dessinée de la dessinatrice Alison Bechdel intitulée La Règle (The Rule en version originale) paru en 1985 dans l'album Lesbiennes à suivre. Dans cette histoire, une femme propose à une autre de l'accompagner au cinéma, mais la deuxième répond qu'elle ne regarde que des films qui respectent trois règles, qui correspondent à ce qui sera appelé par la suite le test de Bechdel. Après avoir lutté pour trouver un film qui respecterait ces trois règles, les deux femmes vont finalement aller manger du pop-corn.
L'idée du test a été empruntée par Alison Bechdel à son amie Liz Wallace, qui est remerciée dans la bande dessinée ce que Bechdel confirme plusieurs fois par la suite,,. Toujours selon Bechdel, Liz Wallace a probablement été inspirée par l'essai Une chambre à soi de Virginia Woolf,, où l'autrice peine à trouver des livres qui ont pour sujet une amitié féminine et qui ne présentent pas les femmes comme seulement intéressées par les affaires domestiques.

## Fonctionnement du test
Le test repose sur trois critères :
1. Il doit y avoir au moins deux femmes nommées (nom/prénom) dans l’œuvre ;
2. qui parlent ensemble ;
3. et qui parlent de quelque chose qui est sans rapport avec un homme.

Le critère qui stipule que les deux femmes doivent être nommées est un complément du premier critère ajouté par d'autres par la suite.
Si l’œuvre vérifie ces trois critères, le test est réussi. Si ce n'est pas le cas, cela laisse penser que l’œuvre est centrée sur des figures masculines, voire correspond au syndrome de la Schtroumpfette,.
Le test de Bechdel-Wallace se veut un indicateur du sexisme des films qui ne mettent en avant qu'un nombre restreint de personnages féminins, dont le rôle serait de faire-valoir des personnages masculins. Il vise aussi à ne pas limiter les personnages féminins à leurs histoires d'amour.

### Statistiques
Selon le site collaboratif bechdeltest.com, 57 % de la totalité des films répertoriés depuis 1877 réussissent le test. La part des films ne validant aucune ou une partie seulement des affirmations diminue légèrement d'année en année, jusqu'à atteindre 30 % pour les films sortis en 2022.
Une étude sur les films produits entre 1995 et 2005 montre que 53 % des films échouent au test lorsqu'ils sont écrits par des hommes, 38 % des films échouent lorsqu'il y a une femme parmi les scénaristes, et 0 % échouent lorsqu'il n'y a que des femmes dans les scénaristes. L'étude fait l'hypothèse que cette faible réussite est due à la quasi absence de femmes scénaristes, notant « concernant les blockbusters, Hollywood a, en proportion, moins de femmes cinéastes que l'armée n'a de femmes générales ». Elle remarque toutefois une bonne performance du cinéma français, où l'on ne trouve « que » 34 % d'échec dans les films produits par Canal+.
À titre d'exemple, The Washington Post teste en 2014 les films en lice pour l'Oscar du meilleur film de la 86e cérémonie des Oscars. Seulement trois films réussissent le test : Dallas Buyers Club, Nebraska et Philomena ; les autres films, dont Le Loup de Wall Street, Capitaine Phillips ou Gravity, échouent,.

### Limites du test
Si le test de Bechdel-Wallace se veut un indicateur du sexisme de certains films, il ne suffit pas à déterminer si un film est féministe, ce qui n'était d'ailleurs pas l'intention d'Alison Bechdel. Selon Camille Caldini le test passe sous silence les questions de diversité des femmes, leur rôle dans l'histoire ou encore la façon de les montrer.
Ainsi, Gravity ne réussit pas le test alors qu'on ne peut pas dire qu'il s'agisse d'un film sexiste d'après Madmoizelle, tandis que Twilight réussit le test grâce à une scène où Bella parle à sa mère de déménagement, alors que le film est généralement considéré comme sexiste.

## Variantes du test
Plusieurs tests se sont inspirés du test de Bechdel-Wallace pour mesurer la représentation et la diversité dans les films.

### Test de Mako Mori
Le test de Mako Mori a été nommé d'après un des personnages de Pacific Rim, film qui ne réussit pas le test de Bechdel-Wallace malgré un personnage féminin fort et qui ne se limite pas à être un faire-valoir des personnages masculins.

### Test Furiosa
Le test Furiosa est nommé d'après un personnage de Mad Max: Fury Road, film qui met en valeur de nombreux personnages féminins forts. Inspiré par de nombreuses critiques d'internautes mécontents de voir autant de personnages féminins, le test pose une seule question : « est-ce que des internautes s'énervent parce que ce film est féministe ? » Si oui, c'est peut-être bon signe.
Outre Mad Max: Fury Road, parmi les films qui réussissent le test, il y a Wonder Woman, Captain Marvel, Tomb Raider ou encore SOS Fantômes.

### Test de la lampe sexy

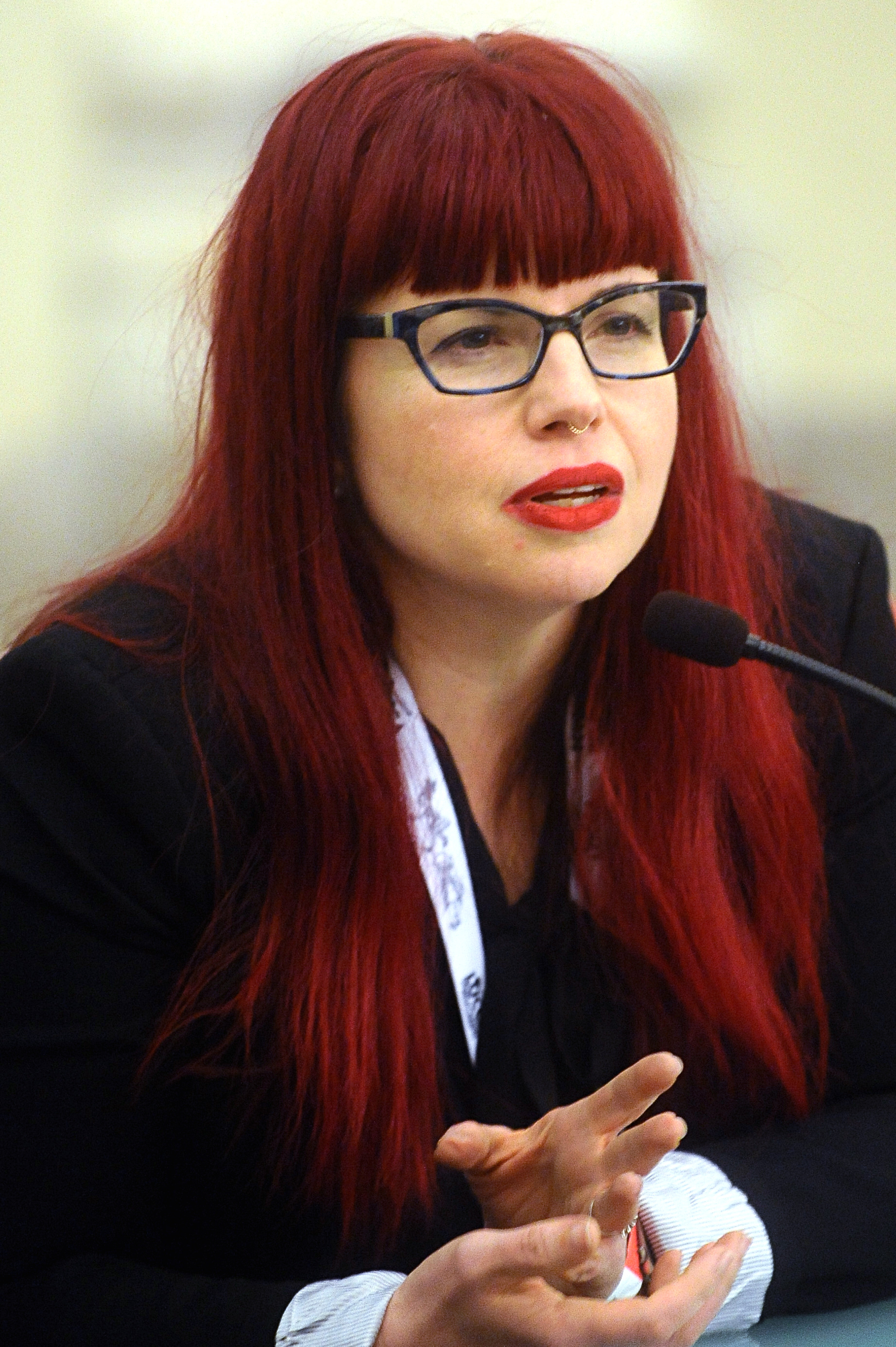
La scénariste Kelly Sue DeConnick, créatrice du test de la lampe sexy.

Plus radical, le test de la lampe sexy, créé par la scénariste Kelly Sue DeConnick, propose de remplacer un personnage féminin par une lampe, et de voir si l'histoire est modifiée. L'idée de la lampe sexy vient d'une lampe avec une jambe de femme élancée, élément de décor du film Christmas Story.
Plusieurs films échouent à ce test, comme la plupart des James Bond, en particulier Skyfall, et beaucoup de films de super-héros, comme Man of Steel ou encore Gatsby le Magnifique,,.

### Test de Finkbeiner
Dans le domaine du journalisme, le test de Finkbeiner, proposé par la journaliste américaine Christie Aschwanden, est destiné à servir d'aide-mémoire pour la rédaction d'articles biographiques relatifs à des femmes scientifiques pour en éradiquer le sexisme. Les critères du test Finkbeiner mettent en jeu la propension à évoquer le caractère exceptionnel du fait qu'une femme soit une scientifique reconnue, ou encore sa fonction maternelle.

### Variantes
Le site FiveThirtyEight a proposé à 12 femmes scénaristes, réalisatrices, actrices ou productrices de proposer des tests mesurant le sexisme, avec des critères comme la parité de l'équipe, la représentation de femmes de couleur, la complexité des personnages féminins.
Le test DuVernay, nommé en hommage à la réalisatrice Ava DuVernay, indique si une histoire est uniquement centrée sur des personnages blancs. Ce test n'a pas de critères précis, ce qui lui permet d'analyser plus finement les représentations.
Le test de Vito Russo, nommé en hommage à Vito Russo, évalue la représentation des personnes LGBTQI+ dans la fiction et en particulier au cinéma.

## Application
Depuis 2013, certaines salles de cinéma en Suède utilisent le test de Bechdel pour coter les films qu'elles diffusent. En 2017, la salle de cinéma indépendant parisienne Le Brady met à l'affiche des films qui réussissent le test, dans le cadre d'un « Bechdel Club », fondé par la journaliste Fanny Hubert ,.

## Évocation dans la fiction
En 2016, dans la série Jane the Virgin (Netflix), considérée comme féministe, dans l'épisode Chapter Thirty-Seven, le test de Bechdel-Wallace est utilisé par la protagoniste après qu'une autre autrice refuse de la conseiller si ses romans (d'amour) ne réussissaient pas le test. Il est mentionné durant tout l'épisode, et ses limites sont soulignées,.
En 2016, dans la série Crazy Ex-Girlfriend, quatre amies en discutent lorsqu’elles abordent le sujet de l'indépendance d’une des protagonistes. Pour autant, la série réussit rarement le test.
En juin 2018, dans la série Cloak and Dagger saison 1 épisode 5, la détective O'Reilly indique, alors qu'elle interroge une suspecte, qu'elles auraient pu réussir le test Bechdel-Wallace. Elle conversaient entre elles jusqu'à ce que la suspecte évoque un dealer.
En avril 2019, dans l'épisode 11 de la saison 4 de la série DC's Legends of Tomorrow, plusieurs protagonistes discutent d'un garçon. Elles tentent de faire admettre à l'une d'elles ses sentiments mais cette dernière, exaspérée, fait remarquer en s'adressant au spectateur que l'épisode ne réussirait pas le test.
En mai 2020, dans l'épisode 6 de la saison 4 de Rick et Morty, Rick explique brièvement le test à Morty. La série se concentre néanmoins sur les personnages masculins.
En 2024, dans l'épisode 59 du podcast La Chute de Lapinville, il est dit que la série aurait presque la moyenne au test de Bechdel.